# Robinia pseudoacacia

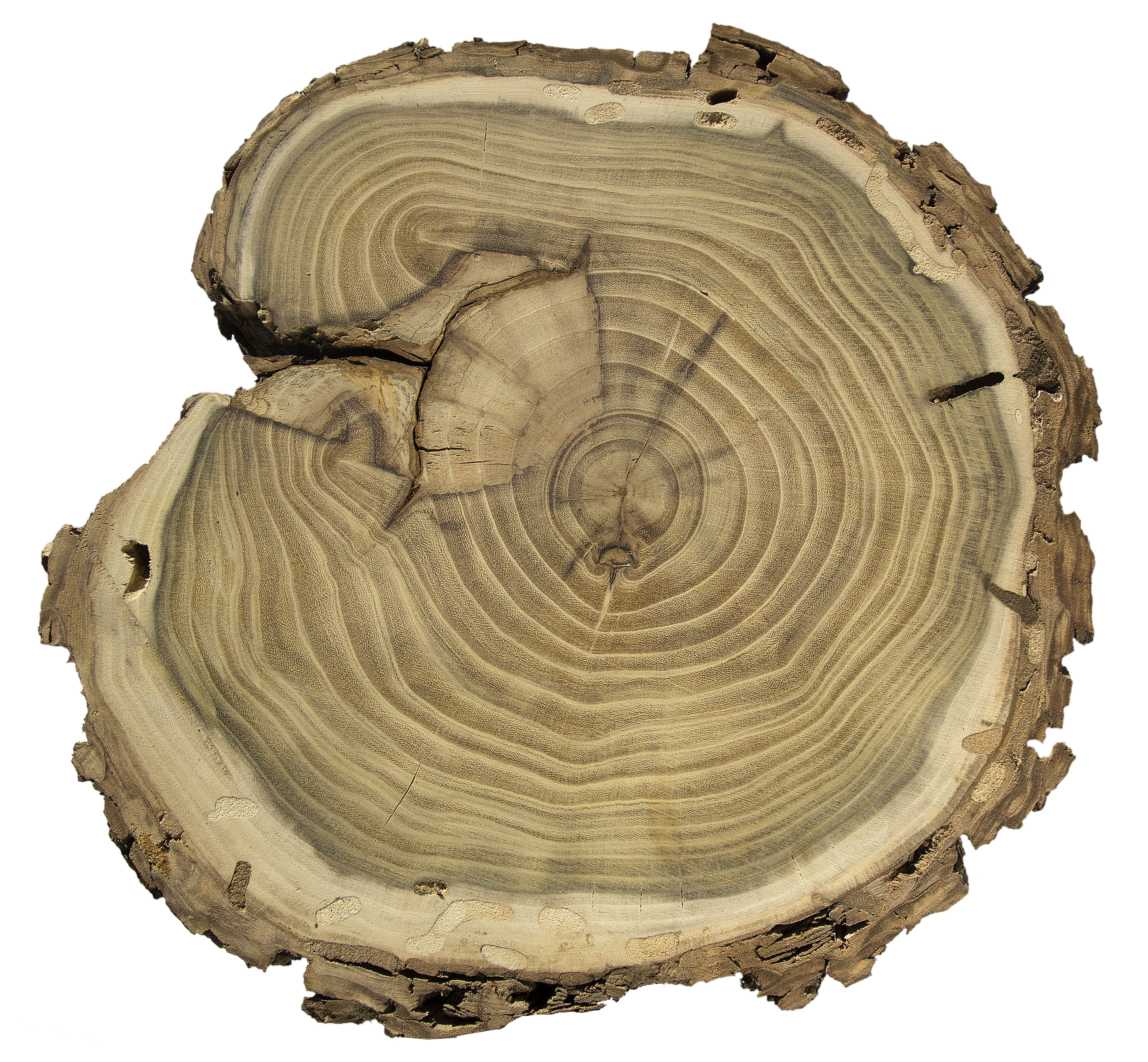
Robinia pseudoacacia - MHNT

Robinia pseudoacacia (acácia-bastarda) é uma angiosperma da família Fabaceae. É endêmica nos Estados Unidos e é naturalizada, biologicamente, em outras regiões da América do Norte, Europa, África do Sul e Ásia. Em algumas áreas, é considerada uma espécie invasora.
Por ser muito parecida com as acácias foi chamada acácia-bastarda; no entanto, não pertence ao mesmo género das verdadeiras acácias.
A sua madeira, cuja cor amarelo-limão é pouco frequente, tem diversas aplicações.

## Ligações externas

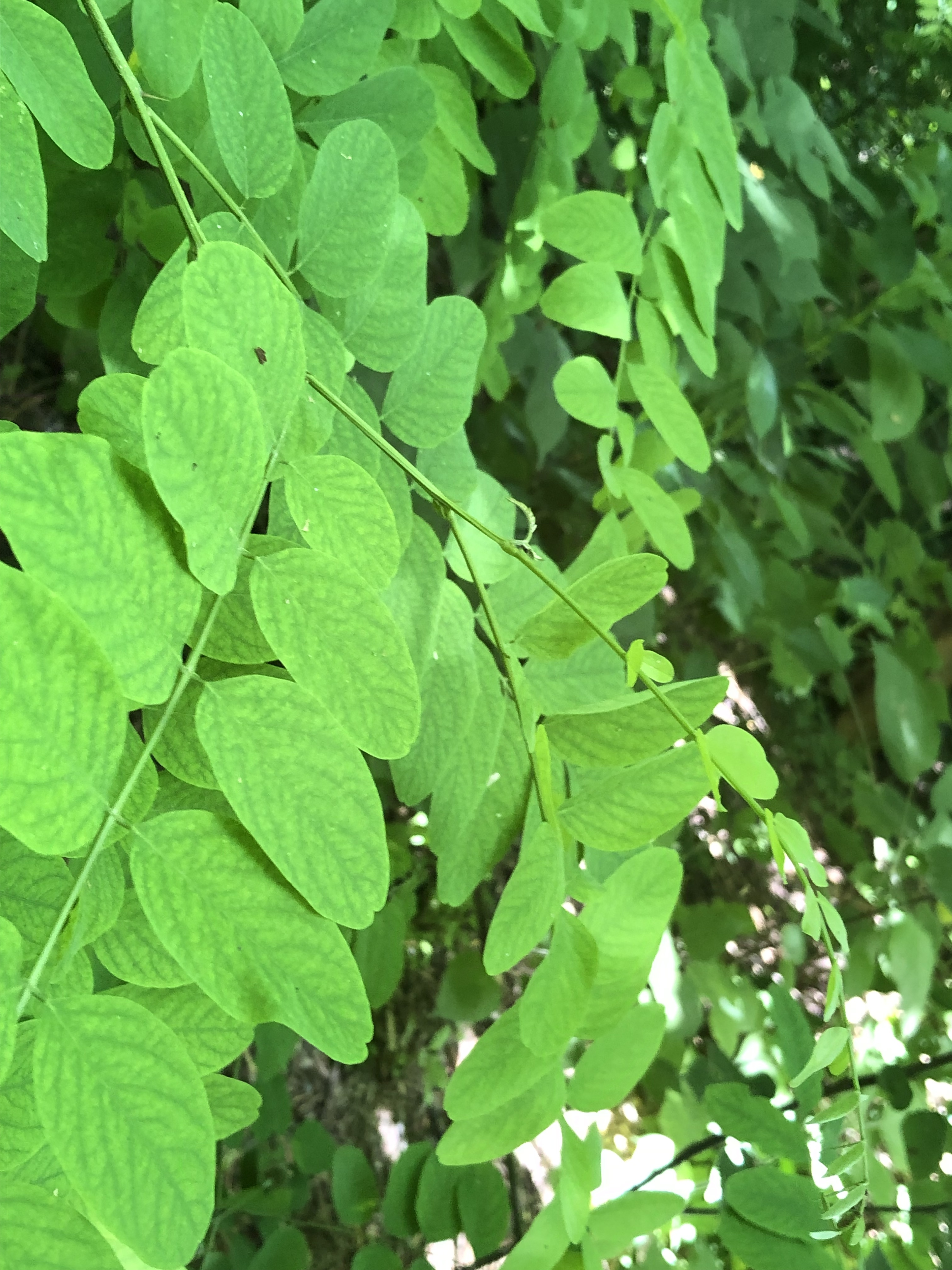
Robinia pseudoacacia